# Словник ісламських термінів
Ця стаття містить список термінів, пов'язаних із ісламом, а також короткий тематичний словник (в якому частина термінів зі списку повторюється).

## А
- Абая (араб. أباءة — сукня) —  довга жіноча сукня з рукавами, що не підперізується, для носіння в громадських місцях.
- Абдест (вуду) (араб. وضوء — омивання) —  ритуальне омивання, що є обов'язковою умовою для здійснення намазу, тавафу, дотику до Корану, що включає в себе омивання обличчя, рук, голови та ніг.
- Авлія (араб. أولياء) —  праведники, наближені до Аллаха, ревні у молитвах, поминання Аллаха та інших видах поклоніння. У суфіїв — «святі», що можуть мати надприродні можливості (карамати).
- Аврат (араб. عورة — слабке незахищене місце, статеві органи) —  частина тіла, яку мусульмани зобов'язані прикривати перед іншими людьми. Для жінок авратом прийнято вважати все тіло за винятокмом овалу обличчя та кистей рук, для чоловіків — від пупка до колін включно.
- Агль аль-Байт (араб. أهل البيت — люди дому) —  члени сім'ї та дружини пророка Мухаммада, а також самоназва шиїтів.
- Агль аль-Кітаб (араб. اهل الكتاب) —  люди Писання.
- Агль 
ас-Сунна валь Джама'а (араб. أهل السنة والجماعة — люди Сунни та громади) —  самоназва сунітів.
- Адат (араб. عادات — звичаї, традиції) —  загальна назва звичаєвого права, яке протиставляють релігійному праву (шаріату).
- Азаб аль-кабр (араб. عذاب القبر) —  випробування та покарання, які проходить людина після смерті до настання Судного дня.
- Азан (араб. أَذَان) —  заклик до молитви (намазу), який читає муедзин.
- Акіда (араб. عقيدة — віра, догма) —  комплекс переконань мусульман, що розкриває суть іману.
- Акіка (араб. عقيقة — перерізання) —  жертвоприношення одного чи двох баранів, яке вчиняють при народженні дитини.
- Аль-Акса (араб. المسجد الاقصى — віддалена мечеть) —  мечеть на Храмовій горі в Єрусалимі, третя святиня ісламу.
- Ансари (араб. أنصاري — помічники [пророка]) —  корінні мешканці Медини, що прийняли іслам і стали сподвижниками пророка Мухаммада. Разом із мугаджирами складали мусульманську громаду Медини.
- Аср (араб. عصر) —  надвечірня молитва.
- Ахірат (араб. الآخره — кінець, останній) —  вічне, загробне життя, що складається з життя в раю чи в пеклі.
- Аят (араб. آية — знамення) —  — найменший відокремлений текст Корану, вірш; Коран містить 6236 аятів.
- Аятола (араб. آية الله — знамення Аллаха) —  шиїтський релігійний титул, що дає право виносити самостійні рішення щодо правових питань.

## Б
- Барака (араб. بركة — благословення) —  Божественне благословення, яким можуть бути наділені пророки та їхні близькі.
- Барзах (араб. برزخ — перешкода) —  місце перебування людської душі в період між фізичною смертю та днем воскресіння із мертвих.
- Бісміллах (араб. بسملة) —  фраза, що означає «Ім'ям Аллаха Милостивого, Милосердного!», якою починаються всі сури Корану, крім дев'ятої.
- Біда (араб. بدعة — нововведення) —  нововведення, що з'явилося в ісламі після періоду життя пророка Мухаммада та його сподвижників.
- Бугтан (араб. بهتان) —  наговір.
- Бурак (араб. البراق — той, що сяє; блискавичний) —  тварина із потойбічного світу, на якій пророк Мухаммад здійснив нічну подорож (ісра) із Мекки в Єрусалим.

## В
- Васвас (араб. الوسوس) —  намовляння шайтана.
- Вахі (араб. وحي — одкровення) —  божественне одкровення, прихований і швидкий спосіб передачі повідомлень пророкам напряму або через янголів.

## Г
- Газават (араб. غزوات — вторгнення) —  війни, в яких особисто брав участь пророк Мухаммад. Іноді виступає синонімом джигаду. Деякі теологи розрізняють джигад як духовну боротьбу і газават як збройну боротьбу.
- Гийба (араб. غيبة) —  пліткарство.
- Гіджра (араб. هجرة — переселення) —  вимушене переселення мусульман із Мекки в Медину 622 року. Це стало новою віхою в історії ісламу, тому мусульманське літочислення починається з дня переселення пророка Мухаммада (15—16 липня 622 року).
- Гурія (араб. حورية) —  райська діва.
- Гусль (араб. غسل — купання) —  акт повного очищення тіла через ритуальне купання.

## Д
- Дават (араб. دعوة — заклик) —  заклик, запрошення в іслам, прозелітизм.
- Даджаль (араб. الدجال — брехун) —  аналог християнського Антихриста.
- Дар аль-іслам (араб. دار الإسلام) —  земля ісламу.
- Дар аль-куфр (араб. دار الكفر) —  земля невір'я.
- Дар аль-харб (араб. دار الحرب) —  земля війни.
- Джамаат (араб. جامعة) —  зібрання: всесвіт, мечеть, громада.
- Джамарат (араб. رمي الجمرات — кидання каміння) —  обряд кидання каміння в стовпи, що символізують шайтана.
- Джанаба (араб. جنابة — осквернення) —  стан статевого осквернення, що настає після статевої близькості чи полюції уві сні.
- Джаназа (араб. جنازة) —  похорони.
- Джаннат (араб. جنّة — сад) —  рай, райські сади, в яких будуть перебувати праведники та вірні.
- Джаганнам (араб. جهنم — Геєна) —  пекло, вічне місцеперебування грішників та невірних після смерті.
- Джагілія (араб. جاهلية — невігластво) —  доісламські часи, часи язичництва; Джагіль (جهل) — невіглас.
- Джибріль (араб. جبريل — могутність Бога) —  ангел, що відповідає за передачу одкровень Аллаха пророкам. Відповідає біблійному Архангелу Гавриїлу.
- Джизія (араб. جزْية — данина) —  подушний податок, що стягують з дорослих чоловіків-немусульман, що живуть на території мусульманської держави в обмін на звільнення від служби в армії.
- Джильбаб (араб. جلباب — халат) —  цільний жіночий одяг, що покриває все тіло, залишаючи непокритими лише кисті рук, ступні та очі.
- Джин (араб. جنّ — джин) —  творіння, створене з вогню, що має свобідну волю. Джини можуть бути як мусульманами, так і невірними (шайтани, біси).
- Джигад (араб. الجهاد — старанність, зусилля) —  старанність у благих ділах, докладання зусиль у благих ділах, боротьбі за віру.
- Джуз (араб. جزء — частина) —  одна тридцята частина Корану.
- Джума-мечеть (араб. مسجد الجمعة — п'ятнична мечеть) —  мечеть для здійснення п'ятничної молитви.
- Джума-намаз (араб. صلاة الجمعة) —  п'ятнична молитва.

## З

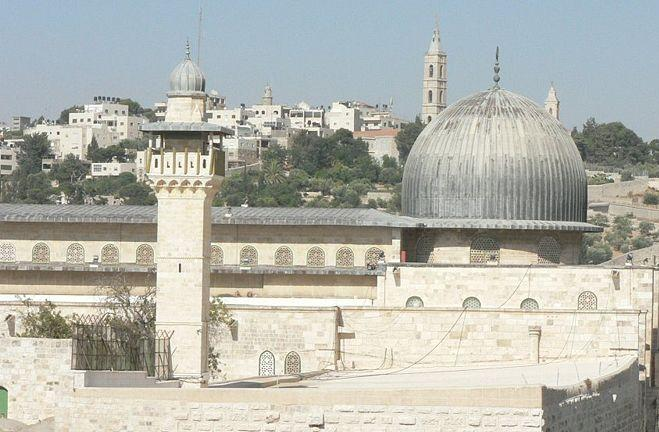
Мечеть Аль-Акса

- Забур (араб. زبور) —  Псалтир.
- Закят (араб. زكاة — те, що очищує) —  обов'язкова милостиня, податок, який стягують раз на рік з мусульман, що мають певне майно. Один із п'яти стовпів ісламу.
- Зикр (араб. ذكر — поминання) —  духовна практика, що полягає в багаторазовому промовлянні молитовних формул, що містять ім'я Аллаха.
- Зиммі (араб. ذمي — договір) —  збірна назва немусульманського населення (переважно тих, що сповідували християнство, юдаїзм, зороастризм тощо) на території держав, що жили за законами шаріату.
- Зина (араб. الزنا) —  перелюбство.
- Зиндик (араб. زِنْدِيقٌ) —  єретик.
- Зіярат (араб. زِيارة — візит, паломництво) —  святе місце, місце паломництва мусульман.
- Зугр (араб. الظُّهْر) —  полуденна молитва.

## І
- Ібадат (араб. عبادة — служіння) —  поклоніння, в якому розуміють всі явні та приховані слова та дії, угодні Аллаху. До поклоніння належать намаз, піст, жертвоприношення, благання, обітниці тощо. В ширшому значення поклонінням вважають будь-яке благодіяння, що здійснюють заради Аллаха.
- Ід аль-Адха (араб. عيد الأضحى) — , в Україні більш відоме як Курбан-байрам (тур. Kurban Bayramı) — свято жертвоприношення і завершення хаджу, що відзначають в 10 день місяця Зуль-хіджа в пам'ять жертвоприношення пророка Ібрагіма (Авраама).
- Ідда (араб. عدة — декілька) —  період (4 місяці та 10 днів) вичікування після розлучення чи смерті чоловіка, протягом якого жінка не має права одружуватися з іншим чоловіком.
- Іджма (араб. إجماع — згода) —  одноголосна думка більшості ісламських вчених-правників.
- Іджтигад (араб. اجتهاد — зусилля над собою) —  досягнення вищого ступеня знання та отримання права самостійно вирішувати деякі питання теологічно-правового характеру.
- Ід-намаз (араб. صلاة العيد) —  святкова молитва.
- Ікамат (араб. إقامة) —  заклик до молитви, який читають після азану і безпосередньо перед молитвою.
- Імам (араб. إمام — проводир) —  керівник колективної молитви; почесний титул найбільших релігійних авторитетів, засновників мазгабів тощо; глава мусульманської громади.
- Іман (араб. إيمان — віра) —  переконання, до якого належать віра в Аллаха, Ангелів, Священне Писання, пророків, Судний День і Призначення.
- Інджиль (араб. الإنجيل) —  Євангеліє.
- Інсан каміль (араб. إنسان كامل — досконала людина) —  в суфізмі ідеал досконалої людини, що перемогла в собі нафс і досягла стану хакіки.
- Іншалла (араб. إن شاء الله — якщо Бог забажає) —  або «Іншаллаг!» чи «Іншаллах!» — «якщо божа воля є на те». Ритуальний молитовний вигук, вигукувальний вираз, що використовується в арабських та інших мусульманських країнах, як знак смирення мусульманина перед волею Аллаха.
- Ірфан (араб. عرفان) —  особливий вид сакрального знання про те, яким повинен бути істинний мусульманин-монотеїст, і про те, як досягнути близькості до Аллаха.
- Існад (араб. إسناد — опора) —  ланцюжок оповідачів, що передавали хадис від пророка Мухаммада.
- Істинджа (араб. استنجاء — підмивання) —  правила поведінки в туалеті (а також у ситуації, що супроводжує сечовипускання та випорожнення), наказані мусульманину шаріатом.
- Істихсан (араб. استحسان) —  винесення релігійної постанови з огляду на внутрішній голос. Подібну практику допускали Абу Ханіфа та його послідовники, хоча абсолютна більшість мусульманських богословів відкидали її.
- Ітикаф (араб. عتكاف) —  усамітнення в мечеті заради поклоніння Аллаху, протягом якого мусульманин не має права без поважної причини покидати мечеть і здійснювати злягання з дружиною.
- Іфтар (араб. إفطار — розговіння) —  прийом їжі після заходу сонця під час посту.
- Іхрам (араб. إحرام — посвячення) —  особливий стан духовної чистоти паломника, що здійснює хадж. Для перебування в ньому необхідно здійснити повне омивання тіла, загорнутися в особливий одяг і дотримуватися правила іхрам. Так само називають спеціальний одяг, який одягають під час здійснення великого паломництва.
- Іхсан (араб. احسان) —  високий ступінь віри, що дозволяє людині здійснювати справи щиро заради Аллаха так, наче він бачить Його (оскільки навіть якщо він не бачить Його, то знає, що Аллах бачить його).
- Іша (араб. عشاء) —  нічна молитва.

## К

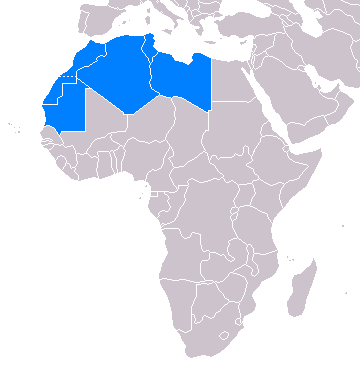
Держави Магрибу

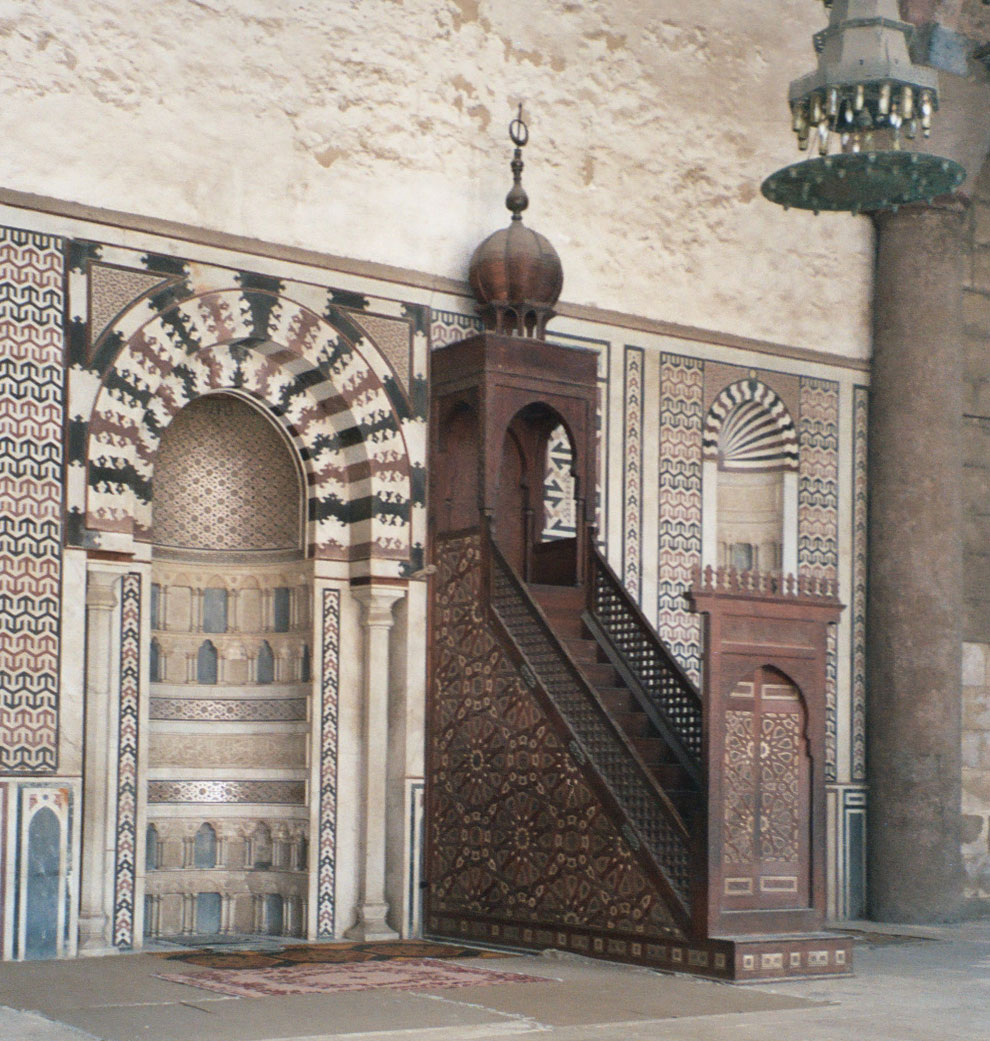
Мінбар та Міхраб мечеті

- Кааба (араб. الكعبة — куб) —  мусульманська святиня у вигляді кубічної будівля у внутрішньому подвір'ї Заповітної Мечеті в Мецці. В сторону Кааби мусульмани звертають свої обличчя під час молитви, а під час хаджу навколо Кааби відбувається обряд таваф.
- Каді (араб. قاضي) —  суддя.
- Казф (араб. قذف) —  наруга.
- Калам (араб. كلام — слово, промова) —  філософсько-теологічна дисципліна.
- Кафара (араб. كَفَّارَة — спокута) —  спокутування за вчинені гріхи.
- Кібла (араб. قبلة — напрямок) —  напрямок на Каабу в Мецці, в якому мусульмани здійснюють молитву.
- Кур'ан (араб. قرآن) —  Коран
- Курбан (араб. قربان) —  жертвоприношення.
- Кутуб ас-сітта (араб. الكتب السته — шість книг) —  шість авторитетних сунітських збірників хадисів, складених аль-Бухарі, Муслімом, Абу Давудом, ан-Насаї, ат-Тірмізі та імамом Ібн Маджа.
- Куфр (араб. كفر) —  невір'я.

## Л
- Лайлат аль-Кадр (араб. ليلة القدر — ніч визначення) —  одна з ночей місяця Рамадан.
- Лаух аль-Махфуз (араб. لوح محفوظ — Бережена Скрижаль) —  скрижаль, на якій записано всі минулі та майбутні події у світі.

## М
- Магді (араб. مهدي — ведений) —  провісник близького кінця світу, останній наступник пророка Мухаммада, свого роду месія.
- Магр (араб. الْمَهْرُ) —  посаг, придане.
- Магриб (араб. المغرب) —  вечірня молитва; Північно-Західна Африка.
- Мазгаб (араб. مذهب — доктрина, школа) —  релігійно-правові школи в області мусульманського права.
- Малаїка (араб. ملائكة — посланець, вісник) —  ангел, розумна істота, зазвичай невидима для людини, що беззаперечно виконує всі накази Аллаха.
- Манзиль (араб. منزل) —  одна із семи рівних частин Корану.
- Масх (араб. المَسْحُ — протирання) —  прання і чистка одягу та взуття, протирання шкіряних шкарпеток.
- Матн (араб. متن — дошка) —  слова та дії пророка Мухаммада, описані в хадисі.
- Махрам (араб. محرم — заборонений) —  близький родич, з яким жінка не має права одружуватися через родинні зв'язки, але має право залишатися з ним наодинці та вирушати в подорож.
- Ма Ша Аллах (араб. ما شاء الله — що/так захотів Бог) —  також Машаллаг чи маша'Аллах
- Мінарет (араб. منارة — маяк) —   башта, з якої муедзин скликає мусульман на молитву.
- Мінбар (араб. منبر — кафедра) —  місце в мечеті, звідки імам читає проповіді.
- Міхраб (араб. محراب — ніша) —  ніша в стіні мечеті, що вказує напрям на Мекку і до якої повертаються обличчям під час молитви.
- Муджагід (араб. مجاهد — борець, що здійснює зусилля) —  учасник джигаду, а також будь-який мусульманин, чия боротьба вкладається в причинні рамки одного з визначень джигаду.
- Мугаджир (араб. المهاجرون — переселенці) —  переселенці з Медини в Мекку на чолі з пророком Мухаммадом. Переселенці, біженці в країнах ісламу, люди, що здійснюють гіджру.
- Мудараба (араб. المضاربة) —  спільне пайове підприємство, в якому інвестори здійснюють вклади в складчину і ділять між собою отримані прибутки чи збитки, відповідно до паю кожного учасника. При цьому одним із інвесторів неодмінно є ісламський банк (саме він вкладає фінанси, тоді як інші інвестори вкладають лише працю і знання).
- Муджадид (араб. مجدد — оновитель) —  оновитель віри. Відповідно до хадису пророка Мухаммада, кожні сто років серед мусульман будуть з'являтися люди, що будуть оновлювати іслам.
- Муджизат (араб. معجزات — недосяжний) —  диво, що виходить за межі людських можливостей і що служить доказом істинності пророчої місії.
- Муджтагід (араб. المجتهد — той, що старається) —  вчений, що досяг рівня іджтигаду.
- Муедзин (араб. مؤذن) —  служитель при мечеті, що з мінарету закликає вірян до молитви, читаючи азан.
- Мукатта (араб. مقطعة — роз'єднані літери) —  поєднання літер, з яких починаються 29 зі 114 сур Корану.
- Мумін (араб. مؤمن) —  вірний, вірянин.
- Мунафик (араб. منافق) —  лицемір.
- Мурабаха (араб. مرابحة) —  торговельна угода, за якою продавець прямо вказує витрати, які він поніс на продавані товари, і продає їх іншій особі (покупцю) з націнкою до перинної вартості, що відома покупцю заздалегідь.
- Муртад (араб. مرتد) —  відступник.
- Муслім (араб. مسلم) —  мусульманин.
- Муснад (араб. مسند — відносити що-небудь до чого-небудь) —  збірка хадисів, у якій хадиси впорядковано відповідно до імен сподвижників, що розповідають їх від імені пророка Мухаммада.
- Мусхаф (араб. مصحف) —  збірка написаних і зібраних в одному місці листів у вигляді книги, чи то Коран, чи інша книга.
- Мута (араб. نكاح المتعة — шлюб для задоволення) —  тимчасовий шлюб, що був поширений серед арабів до появи ісламу і дозволений в перші роки ісламу, але зрештою заборонений. Досі дозволений серед шиїтів.
- Муташабігат (араб. متشابهات) —  неясні, важко зрозумілі аяти Корану, що притягують особливу увагу коментаторів.
- Мухкам (араб. محكم) —  коранічні аяти, що містять ясні та неанульовані релігійні приписи.
- Муфасир (араб. مُفسر — тлумач) —  тлумач (коментатор) Корану, автор тафсиру.
- Муфтій (араб. مفتى — той, що висловлює думку) —  вчений — знавець шаріату, що дає роз'яснення його основних положень і що приймає рішення щодо спірних питань у формі особливого висновку на основі принципів шаріату та прецедентах.
- Мухадис (араб. محدث) —  вчений, що глибоко вивчив науку про хадиси.
- Мушаббігіт (араб. مشبهة) —  антропоморфіст.
- Мушарака (араб. مشاركة) —  спільне пайове підприємство, в якому інвестори здійснюють фінансові вклади в складчину і ділять між собою отримані прибутки чи збитки, відповідно до паю кожного учасника.
- Мушрик (араб. مشرك) —  багатобожник.

## Н
- Набі (араб. نبي) —  пророк.
- Наджаса (араб. نجاسة — нечистота) —  нечистоти, до яких належать сеча, кал, блювота, мертвечина, свинина тощо.
- Намаз (перс. نماز), Салят (араб. صلاة) — ритуальна молитва.
- Нафіль (араб. نافلة) —  необов'язкові обряди для поклоніння Аллаху, які бажано здійснювати, навіть якщо є нездійснені обов'язові намази.
- Нафс (араб. النفس — душа) —  тваринні пристрасті, суть людини, її «Я».
- Нашид (араб. نشيد — поспів'я) —  мусульманське обрядове поспів'я, що виконують чоловічим голосом без інструментів.
- Нікаб (араб. نقاب — завіса) —  жіночий головний убір, що закриває обличчя, з вузьким прорізом для очей.
- Ніках (араб. نكاح) —  шлюб.
- Нісаб (араб. نِصاب — кворум) —  сума, за наявності якої людина зобов'язана виплачувати закят.
- Ніфак (араб. نفاق) —  лицемірство.

## Р
- Раджаб-байрам (араб. إسراء ومعراج — Ісра та мірадж) —  подія, що трапилася з пророком Мухаммадом, під час якої його було перенесено з Мекки в Єрусалим, після чого вознесено на небеса.
- Расул (араб. رسول) —  посланець Аллаха
- Ріба (іслам) (араб. ربا) —  лихварство.
- Риваят (араб. رواية — версія) —  одна з версія хадиса, що йде від різних передавачів.
- Ризк (араб. رزق) —  продовольство.
- Рія (араб. الرِّيَاء) —  показність.

## С
- Садака (араб. صدقة) —  милостиня.
- Сай (араб. سعى — біг) —  семиразове проходження певних чином відстані між поагорбами Сафа і Марва.
- Салават (араб. صلوة — благословення) —  фраза Салла-ллагу аляйгі ва салам («мир Йому і благословення Аллаха»), яку мусульмани промовляють після називання імені пророка Мухаммада.
- Саляфі (араб. سلف — попередник) —  праведні попередники, що жили в перші 300 років після Гіджри. Покоління, що жили з третього століття ісламу понині, називають халяфами.
- Сахаба (араб. صحابي — друг) —  сподвижники пророка Мухаммада, що бачили його.

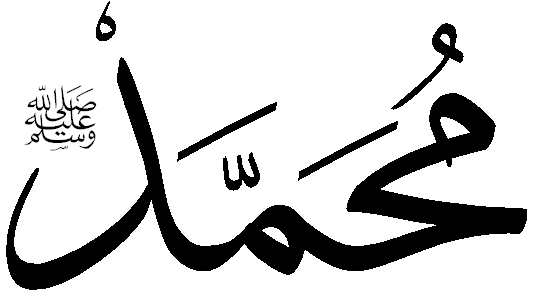
Арабське написання імені пророка Мухаммада з додавання салавата

- Сивак (араб. سواك) або Місвак щітка для чищення зубів, зроблена з гілок і коріння дерева арак (Salvadora persica), при розжовуванні якого волокна розділяються та перетворюють в пензлик.
- Сират (араб. الصِّرَاطُ — шлях, міст) —  міст, що розташований над вогнем пекла; його розміри не перевищують волосини, а ширина — вістря леза меча.
- Суджуд (араб. السُّجُود) —  земний уклін.
- Сунна (араб. سنة — шлях, дорога) —  священний переказ, що містить хадиси пророка Мухаммада. Бажана дія.
- Сура (араб. سورة — глава, вірш) —  розділ (глава) у Корані; Коран містить 114 сур.
- Сухур (араб. سحور — сніданок) —  досвітній прийом їжі під час посту.
- Сухуф (араб. الصُّحُف — сувої) —  одкровення Аллаха, зіслані пророкам, що передували Мухаммаду.

## Т

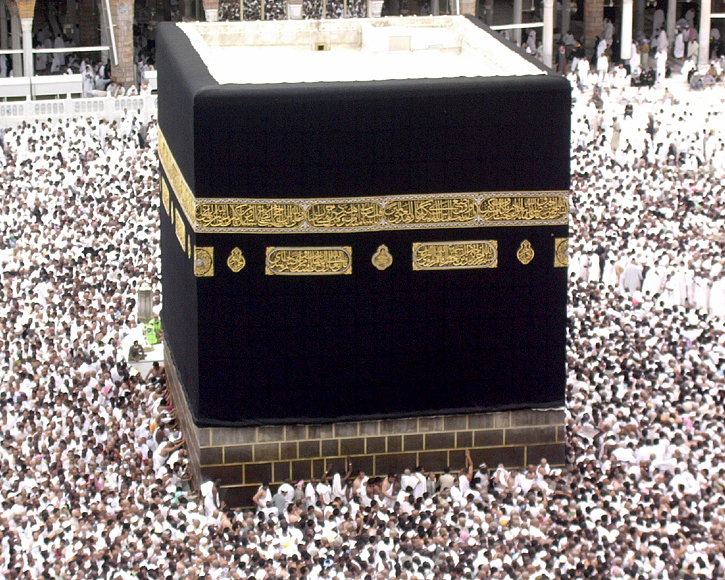
Таваф навколо Кааби

- Табіїн (араб. تابعین — послідовник) —  мусульманин, що жив у часи пророка Мухаммада, але не бачив його особисто, або той, хто бачив і спілкувався зі сподвижником пророка Мухаммада.
- Табі ат-табіїн (араб. تابع التابعين — після табіїнів) —  учні табіїнів, що ніколи не бачили сподвижників пророка Мухаммада.
- Тавасуль (араб. توسُّل — шукати близькості, добиватися прихильності) —  спосіб наблизитися до Аллаха за допомогою іншої людини, Прекрасними іменами Аллаха або добрими вчинками.
- Таваф (араб. طواف — обхід навколо) —  ритуальний обхід проти годинникової стрілки навколо Кааби та Хіджр Ісмаїла під час хаджу.
- Тагарат (араб. طهارة — очищення, омивання) —  ритуальне очищення, що включає в себе мале омивання (адбест) і ритуальне купання (гусль).
- Таджвід (араб. تجويد — інтонізація) —  особлива манера декламації Корану відповідно до встановлених правил вимови й інтонації.
- Таджсим (араб. تجسيم) —  надання Аллаху тіла, антропоморфізм.
- Такафул (араб. التكافل) —  система страхування, в основі якої лежить механізм розподілу прибутків та збитків між учасниками та оператором, що відповідає нормам шаріату.
- Такбір (араб. تكبير — возвеличення) —  слова поминання Аллаха «Аллагу акбар», що означає «Аллах великий».
- Талбія (араб. التلبية) —  молитва, яку паломники повторюють багаторазово під час усього хаджу, поки паломник перебуває у стані іхраму.
- Таляк (араб. الطلاق) —  розлучення.
- Таклід (араб. تقليد — наслідування, імітація) —  слідування справі авторитета.
- Такфір (араб. تكفير) —  звинувачення у невір'ї (куфрі).
- Тартиль (араб. ترتيل — розспів) —  повільна медитативна декламація Корану.
- Тасбіх (араб. تسبيح) —  слова поминання Аллаха «Субханаллаг», що означають «Святий Аллах».
- Таурат (араб. توراة) —  Тора.
- Тафсир (араб. التفسير — роз'яснення) —  наука тлумачення і коментування аятів Корану.
- Таяммум (араб. تيمم) —  очищення піском чи спеціальним каменем, що здійснюють в особливих випадках замість омивання водою.

## У
- Улем (араб. عالم) —  вчений, знавець.
- Умма (араб. أُمَّة) —  спільнота.
- Ураза (тат. Ураза — піст) або Саум (араб. الصوم) — піст, приписаний у місяць Рамадан.
- Ураза-байрам (тат. Ураза бәйрәме) або Ід уль-Фітр — свято розговіння, що відзначають на честь завершення посту в місяць Рамадан.

## Ф
- Фаватих (араб. فواتح — літери, що відкривають) —  див. мукатта.
- Фаджр (араб. الْفَجْر) —  світанкова молитва.
- Факіг (араб. فقيه — юрист) —  учений в галузі мусульманського права.
- Фасик (араб. فاسق) —  нечестивець.
- Фетва (араб. فتوى — висновок) —  рішення муфтія про відповідність тієї чи іншої дії або явища Корану і Шаріату.
- Фікг (араб. فقه — розуміння, знання) —  ісламське право, юриспруденція.
- Фітра (араб. فطرة — природа, інстинкт) —  первозданне єство людини; ідея людини; людина в її найкращих можливостях.

## Х
- Хадж (араб. حج) —  паломництво.
- Хадис (араб. حديث — повідомлення) —  розповідь, що містить слова пророка Мухаммада чи описує його життя і діяння, передана через ланцюжок учених-мухадисів (існад).
- Ханіф (араб. حنيف — людина, що схиляється до єдинобожжя) —  релігія пророка Ібрагіма (Авраама), яку сповідував пророк Мухаммад до початку пророчої місії.
- Хатиб (араб. خطيب) —  проповідник.
- Хафіз (араб. حافظ — хранитель) —  той, що знає напам'ять весь Коран. Учений-мухадис, що знає напам'ять понад 100 тисяч хадисів.
- Хіджаб (араб. حجاب — покривало) —  жіночий одяг, що приховує обриси тіла жінки.
- Хізб (араб. حزب — сторона, партія) —  одна шістдесята Корану, половина джуза.
- Хутба (араб. خطبة) —  проповідь.

## Ч
- Чадра (перс. چادر, намет) — жіноче покривало-вбрання з щілиною для очей.

## Ш
- Шагада (араб. الشهادة — свідчення) —  свідчення Єдинобожжя і посланницької місії пророка Мухаммада.
- Шам (араб. الشَّام) —  Левант.
- Шагід (араб. شَهيد — свідок) —  мусульманин, що загинув за віру, мученик.
- Шайтан (араб. شيطان) —  злий дух.
- Шаріат (араб. شريعة — джерело) —  сукупність правових, морально-етичних і релігійних норм ісламу, що охоплює значну частину життя мусульманина і проголошена в ісламі як «вічне та незмінне» Божественне установлення; одна з конфесійних форм релігійного права.
- Шафаат (араб. شفاعة — заступництво) —  заступництво, що буде дозволено Аллахом вчинити в день Страшного суду пророкам на чолі з Мухаммадом за всіх грішників-мусульман, аби їх позбавили пекельних мук і вони ввійшли до раю.
- Ширк (араб. شرك) —  багатобожжя.

## Короткий тематичний словник ісламських термінів і виразів
| Термін           | араб.            | Значення        |
| Райські сади     | Райські сади     | Райські сади    |
| ---------------- | ---------------- | --------------- |
| Адн              | عدن              | Едем            |
| Мауа             | المأوى           | притулок        |
| Наїм             | النعيم           | благодать       |
| Фірдаус          | الفردوس          | райський сад    |
| Райські річки    |                  |                 |
| Каусар           | الكوثر           | достаток        |
| Маїн             | معين             | райська річка   |
| Сальсабіль       | سلسبيل           | нектар          |
| Таснім           | تسنيم            | райська річка   |
| Рівні пекла      |                  |                 |
| Джахім           | جحيم             | геєна           |
| Лаза             |                  | пекло           |
| Нар              | النَّار            | вогонь          |
| Саїр             | السَّعِير           | полум'я         |
| Сакар            | سَقَر              | пекло           |
| Гавія            | الْهَاوِيَة          | прірва          |
| Хутама           | الحطمه           | той, що нищить  |
| інше             |                  |                 |
| Гурія            | حورية            | райська дів     |
| Сират            | الصِّرَاطُ           | шлях, міст      |
| Сур              | الصُّورِ            | труба           |
| Мізан            | الْمِيزَانُ          | терези          |
| Священне Писання | Священне Писання | الكتب المقدسة   |
| Забур            | زبور             | Псалтир         |
| Інджиль          | الإنجيل          | Євангеліє       |
| Кур'ан           | قرآن             | Коран           |
| Сухуф            | الصُّحُف            | сувої           |
| Таурат           | توراة            | Тора            |
| Структура Корану |                  |                 |
| Аят              | آية              | знамення        |
| Джуз             | جزء              | частина         |
| Манзиль          |                  | 7 рівних частин |
| Сура             | سورة             | глава, вірш     |
| Хізб             | حزب              | сторона, партія |
| Коранічні науки  |                  |                 |
| Таджвід          | تجويد            | інтонізація     |
| Тартиль          | ترتيل            | розспів         |
| Тафсир           | تفسير            | тлумачення      |
|                  |                  | .               |
|                  |                  | .               |

| Термін                        | араб.           | Значення                 |
| Джерела шаріату               | Джерела шаріату | Джерела шаріату          |
| ----------------------------- | --------------- | ------------------------ |
| Адат                          | عادات           | звичаї, традиції         |
| Даліль                        | دَلِيل            | доказ                    |
| Кияс                          | القياس          | аналогія                 |
| Мангадж                       | منهج            | метод                    |
| Приписи                       | Приписи         | حُكْم                      |
| Мустахаб                      | مستحب           | бажане                   |
| Мандуб                        | مَنْدُوب           | рекомендоване            |
| Муштабіг                      | مُشْتَبِه           | сумнівне                 |
| Фард                          | فرض             | обов'язкове              |
| Ваджиб                        | واجب            | необхідне                |
| Суннат                        | سنة             | бажане                   |
| Мубах                         | مباح            | допустиме                |
| Халяль                        | حلال            | дозволене                |
| Макруг                        | مكروه           | небажане                 |
| Харам                         | حرام            | заборонене               |
| Гріхи                         |                 |                          |
| Куфр                          | كفر             | невір'я                  |
| Ніфак                         | نفاق            | лицемірство              |
| Ширк                          | شرك             | багатобожжя              |
| Бугтан                        | بهتان           | наговір                  |
| Гийба                         | غيبة            | обговорення, пліткарство |
| Зина                          | الزنا           | перелюбство              |
| Риба                          | ربا             | лихварство               |
| Рія                           | الرِّيَاء          | показуха                 |
| Казф                          | قذف             | наруга                   |
| Види покарання                |                 |                          |
| Дійя                          | دية             | компенсація              |
| Кісас                         | قِصَاص            | помста                   |
| Раджм                         | رجم             | камінь                   |
| Тазир                         | تعزير           | осуд                     |
| Хад                           | حد              | утримання                |
| Ступені достовірності хадисів |                 |                          |
| Даїф                          | ضَعِيف            | слабкий                  |
| Мутаватир                     | متواتر          | узгоджений               |
| Сахіх                         | صَحِيح            | достовірний              |
| Хасан                         | حسن             | хороший                  |
| Шаз                           | شاذ             | аномальний               |
| Мавду                         | موضوع           | сфабрикований            |
|                               |                 | .                        |
|                               |                 | .                        |

| Термін              | араб.           | Значення                |
| Щоденні молитви     | Щоденні молитви | Щоденні молитви         |
| ------------------- | --------------- | ----------------------- |
| Фаджр               | الْفَجْر           | світанкова              |
| Зугр                | الظُّهْر           | полуденна               |
| Аср                 | عصر             | надвечірня              |
| Магриб              | المغرب          | вечірня                 |
| Іша                 | عشاء            | нічна                   |
| Обов'язкові молитви |                 |                         |
| Ід-намаз            | صلاة العيد      | святкова                |
| Джума-намаз         | صلاة الجمعة     | п'ятнична               |
| Вітр                | وتر             | непарний                |
| Бажані молитви      |                 |                         |
| Духа                | الضحى           | ранок                   |
| Істиска             | اِسْتِسْقَاء         | дощ                     |
| Істихара            | اِسْتِخَارَة         | правильне рішення       |
| Ратибат             | صلاة التطوع     | бажаний 2-ракатний      |
| Намаз-тасбіх        | صلاة التسابيح   | намаз каяття            |
| Тагаджуд            | تهجُّد            | намаз після сну         |
| Таравіх             | تراويح          | перерва, відпочинок     |
| Кусуф               | كسوف            | сонячне затемнення      |
| Хусуф               | خسوف            | місячне затемнення      |
| Намаз-вуду          | صلاة الوضوء     | намаз омивання          |
| Хаджат              | حاجة            | намаз потреби           |
| Форми молитви       |                 |                         |
| Хауф                | خوف             | страх                   |
| Каср-намаз          | قصر الصلاة      | скорочений              |
| Джамаат-намаз       | صلاة الجمعة     | колективний             |
| Елементи намазу     |                 |                         |
| Ракат               | ركعة            | послідовність дій, цикл |
| Кірат               |                 | стояння                 |
| Руку                |                 | поясний уклін           |
| Кіям                | قيامة           | стояння                 |
| Суджуд              | سجود            | земний уклін            |
| Кугуд               |                 | сидіння                 |
| Елементи мечеті     |                 |                         |
| Мінарет             | منارة           | маяк                    |
| Мінбар              | منبر            | кафедра                 |
| Міхраб              | محراب           | ніша                    |
| інше                |                 |                         |
| Дуа                 | دعاء            | благання                |
| Ташаггуд            | تَّشَهُّد            | свідчення               |
|                     |                 | .                       |

| Термін              | араб.           | Значення        |
| Ісламський одяг     | Ісламський одяг | Ісламський одяг |
| ------------------- | --------------- | --------------- |
| Хіджаб              | حجاب            | покривало       |
| Абая                | أباءة           | сукня           |
| Джильбаб            | جلباب           | халат           |
| Ізар                | الأزار          | покривало       |
| Нікаб               | نقاب            | завіса          |
| Хімар               | خمار            | вуаль           |
| Чадра               | چادر            | намет           |
| Ісламська економіка |                 |                 |
| Мурабаха            | مرابحة          |                 |
| Мушарака            | مشاركة          |                 |
| Такафул             | التكافل         |                 |
| Мудараба            | المضاربة        |                 |
|                     |                 | .               |

| Термін            | араб.             | Значення                               |
| Суфійські терміни | Суфійські терміни | Суфійські терміни                      |
| ----------------- | ----------------- | -------------------------------------- |
| Баят              | بيعة              | присяга                                |
| Ваджд             | وجود              | буття                                  |
| Гайб              | غيب               | заповітне, потаємне                    |
| Карамат           | کرامت             | незвичне явище, диво                   |
| Макам             | مقام              | стоянка                                |
| Мурид             | مُرِيد              | учень                                  |
| Силсила           | سلسلة             | ряд, ланцюг                            |
| Табарук           |                   | благодать від могил святих праведників |
| Тарикат           | طريقة             | шлях                                   |
| Тасаввуф          | التصوّف            | суфізм                                 |
| Фана              | فناء              | небуття                                |
| Хакікат           | حقيقة             | істина                                 |
|                   |                   | .                                      |

| Термін                       | араб.                        | Значення                     |
| Ісламський місячний календар | Ісламський місячний календар | Ісламський місячний календар |
| ---------------------------- | ---------------------------- | ---------------------------- |
| 1. Мухаррам                  | محرم                         |                              |
| 2. Сафар                     | صفر                          |                              |
| 3. Рабі-аль-авваль           | ربيع الأول                   |                              |
| 4. Рабі-ас-сані              | ربيع الثاني                  |                              |
| 5. Джумада-аль-авваль        | جمادى الأولى                 |                              |
| 6. Джумада-ас-сані           | جمادى الثاني                 |                              |
| 7. Раджаб                    | رجب                          |                              |
| 8. Шаабан                    | شعبان                        |                              |
| 9. Рамадан                   | رمضان                        |                              |
| 10. Шавваль                  | شوّال                         |                              |
| 11. Зу ль-каада              | ذو القعدة                    |                              |
| 12. Зуль-хіджа               | ذو الحجة                     |                              |
|                              |                              | .                            |

| Термін | араб.   | Значення       |
| ------ | ------- | -------------- |
| Абд    | عبد     | слуга, раб     |
| Адаб   | أدب     | етикет         |
| Адль   | عدل     | справедливість |
| Аманат | أمانة   | ввірене        |
| Арш    | العرش   | Трон           |
| Ашура  | عاشوراء | Ашура          |
| Вакф   | وقف     | зупинка        |
| Васаль | وِصَال    |                |
| Гарем  | الْحَرِيم  | відокремлене   |
| Гідаят | هداية   | керівництво    |
| Дин    | الدين   | релігія        |
| Іслам  | إسلام   | покірність     |
| Каза   | قَضَاءُ    | відшкодування  |

| Термін  | араб.  | Значення   |
| ------- | ------ | ---------- |
| Мавлід  | مَوْلِدُ   | народження |
| Маджліс | مجلس   | зібрання   |
| Масих   | مسيح   | месія      |
| Медресе | مدرسة  | школа      |
| Муджаз  | مُجَاز   | дозвіл     |
| Нашид   | نشيد   | пісня      |
| Ніят    | نیّة    | намір      |
| Сабр    | صْبِرْ    | терпіння   |
| Саваб   | ثواب   | винагорода |
| Сакіна  | سكينة  | спокій     |
| Сафар   | صفر    | мандрівка  |
| Сира    | السيرة | біографія  |
| Сифат   | صفات   | атрибут    |

| Термін    | араб. | Значення      |
| --------- | ----- | ------------- |
| Таваккуль | توکُّل  | уповання      |
| Тагут     | طاغوت | ідол, тиран   |
| Таква     | تَقْوَ   | страх         |
| Такія     | تقيّة  | благочестя    |
| Тауба     | تَوْبَة  | покаяння      |
| Таухід    | توحيد | єдинобожжя    |
| Фітна     | فتنة  | смута         |
| Хіджама   | حجامة | кровопускання |
| Хітан     | ختان  | обрізання     |
| Шукр      | شكر   | вдячність     |
| Шура      | شورى  | порада        |
|           |       | .             |
|           |       | .             |

| Вираз           | араб.       | Переклад              |
| --------------- | ----------- | --------------------- |
| Алейгі ва Салам | عليه السلام | мир йому              |
| Амінь           | آمين        | хай буде так          |
| Ахі             | أخي         | мій брат              |
| Бісмі-Ллаг      | بسم الله    | іменем Аллаха         |
| Валлаг          | والله       | (Клянуся) Аллахом     |
| Джаль Джалялаг  | جل جلاله    | Всемогутній           |
| Ухті            | أختي        | моя сестра            |
| Азза ва-Джалль  | عز وجل      | Всемогутній і Великий |

| Вираз             | араб.        | Переклад               |
| ----------------- | ------------ | ---------------------- |
| Аллагу Алім       | الله عالم    | Аллах Всезнаючий       |
| Аль-хамду лі-Ллаг | الْحَمْدُ للّهِ    | Хвала Аллаху           |
| Ід мубарак        | عيد مبارك    | Благосовенне свято     |
| Ін шаа-Аллаг      | إن شاء الله  | Якщо на те воля Аллаха |
| Рахімагу-Ллаг     | رَحِمَهُ الله    | Хай помилує його Аллах |
| Фі сабілі-Ллаг    | في سبيل الله | На шляху Аллаха        |
| Ярхамуку-Ллаг     | يرحمك الله   | Хай помилує тебе Аллах |

| Вираз                          | араб.           | Переклад                              |
| ------------------------------ | --------------- | ------------------------------------- |
| Баракаллагу фікум(група людей) | بارك الله فيكم  | Хай благословить вас Аллах            |
| Джазака-Ллагу хайран           | جَزَاكَ اللهُ خَيْرا  | Хай воздасть Аллах тобі благом        |
| Ма шаа-Аллаг                   | ما شاء الله     | (Як добре, що) На те була воля Аллаха |
| Радіа-Ллагу ангу               | رَضِيَ اللهُ عَنْهُ    | Хай буде задоволений ним Аллах        |
| Садака-Ллагу ль-Азім           | صدق الله العظيم | Істину сказав Аллах                   |
| Субхана ва Тааля               | سبحانه و تعالى  | Святий він і Великий                  |
| Ухіббука фі-Ллаг               | أحبك في الله    | Я люблю тебе заради Аллаха            |

| Ім'я в Корані | араб.        | Ім'я в Біблії   |
| ------------- | ------------ | --------------- |
| Адам          | آدم          | Адам            |
| Гаджар        | هاجر         | Агар            |
| Гарун         | هارون        | Аарон           |
| Давуд         | داود         | Давид           |
| Закарія       | زكريا        | Захарія         |
| Ібрагім       | ابراهيم      | Авраам          |
| Ідріс         | إدريس        | Єнох            |
| Іліяс         | إيلياس       | Ілля            |
| Іса аль-Масіх | عيسى بن مريم | Ісус Христос    |
| Ісмаїл        | إسماعيل      | Ізмаїл          |
| Ісхак         | إسحاق        | Ісаак           |
| Мар'ям        | مريم         | Діва Марія      |
| Муса          | موسى         | Мойсей          |
| Сулайман      | سليمان       | Соломон         |
| Юнус          | يونس         | Йона            |
| Юсуф          | يوسف         | Йосип           |
| Якуб          | يعقوب        | Яків            |
| Ях'я          | يحيى         | Іван Хреститель |
|               |              | .               |